# إريك مارتن هيرينغ
إريك مارتن هيرينغ (بالألمانية: Erich Martin Hering)‏ هو عالم بقشريات الأجنحة ألماني، ولد في 10 نوفمبر 1893 في Heinersdorf ‏ في ألمانيا، وتوفي في 18 أغسطس 1967 في برلين في ألمانيا.